# Kollektiv säkerhet
Kollektiv säkerhet är ett mellan- eller överstatligt politiskt system som strävar efter fred genom att deltagarna i systemet kommer överens om att varje brott mot freden betraktas som en angelägenhet för alla deltagande stater och kommer att resultera i en kollektiv motreaktion.
Skillnaden mellan begreppen "kollektivt försvar" och "kollektiv säkerhet" har med tiden blivit allt mer dunkel. När begreppet "kollektiv säkerhet" fördes fram av visionärer som Martin Wight, Immanuel Kant och Woodrow Wilson avsåg det gemsamma säkerhetsintressen i vid bemärkelse, dvs en strävan att undvika en polarisering av makter i olika läger eller att dra en gräns för systemet som skulle kunna lämna någon utanför det. Även om denna ambition aldrig framgångsrikt förverkligats har kollektiv säkerhet varit en viktig grundtes för många av historiens och dagens militärallianser, i synnerhet då NATO - egentligen en kollektiv försvarsorganisation. 
Begreppet "kollektiv säkerhet" har också haft en stor betydelse för principförklaringigarna bakom FN (Förenta Nationerna) och före dem NF (Nationernas Förbund). Genom ett system av kollektiv säkerhet hoppas FN att motverka sådana handlingar från en enskild stat som kan hota freden och i och med det undvika alla konflikter.
Teorin om kollektiv säkerhet anses av många politiker som mer framgångsrik när den tillämpas av militärallianser än när den används som övergipande princip som i FN eller NF. 
NF beslutade att det av Japan ockuperade Manchuriet utgjorde en rättmätig del av Kina (båda länderna var medlemmar i NF). Förbundet misslyckades att knyta medlemsstaterna till något åtagande i samband med beslutet vilket ledde till att Japan lämnade organisationen. Bristen på handling uppfattades av förbundets kritiker som ett tecken på att NF var en svag organisation eller åtminstone en organisation som i första hand var intresserat av den europeiska situationen. Incidenten sägs ha uppmuntrat eller åtminstone inte motverkat axelmakternas vidare aggressioner vilket ska ha lett fram till andra världskriget.
Falklandskriget är ett exempel på ett misslyckande för FN:s användande av principen om kollektiv säkerhet. De flesta medlemsstaterna valde att inte lägga sig i konflikten eftersom de inte ansåg att den angick dem. Ett exempel på NF:s misslyckande att upprätta en kollektiv säkerhet är Manchuriet-krisen 1934. 
Även försvarssamarbetet inom EU innehåller kollektiva åtaganden men, anser många, utgör ett kollektivt säkerhetsarrangemang som i praktiken inte håller samman på grund av pragmatiska politiska ställningstaganden på nationell nivå. Andra internationella organisationer som tillämpar principen om kollektiv säkerhet mer eller mindre framgångsrikt är Afrikanska unionen och Arabförbundet.
Även om teorin om kollektiv säkerhet har flera brister och kan vara svår att tillämpa i praktiken, anser många politiker att den utgör ett användbart verktyg för att upprätthålla världsfred.